# St Mary’s (Whitechapel Road)

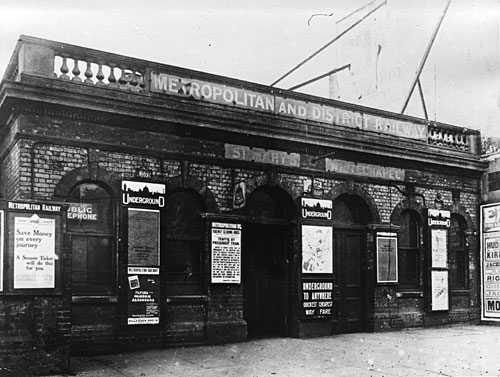
Das Stationsgebäude im Jahr 1916

St Mary’s (Whitechapel Road) ist der Name einer geschlossenen Station der London Underground. Sie liegt im Stadtbezirk London Borough of Tower Hamlets zwischen den heutigen Stationen Aldgate East und Whitechapel. In Betrieb war sie von 1884 bis 1938.

## Geschichte

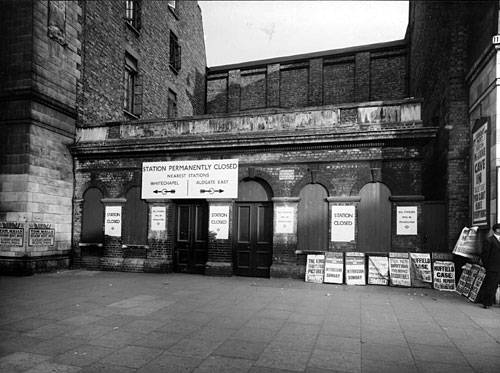
Das Stationsgebäude kurz nach der Schließung im Jahr 1938

Unter dem Namen St Mary’s am 3. März 1884 eröffnet, wurde die Station sowohl von der Metropolitan District Railway (heutige District Line) als auch von der Metropolitan Railway (heutige Metropolitan Line) bedient. Die Station war von Beginn an sehr klein und eng. Sie lag sehr nahe den Stationen Whitechapel und Aldgate an einer engen Kurve, unmittelbar vor der Einmündung in die East London Line.
Im Jahr 1921 entstand um das vorher frei stehende Stationsgebäude ein Kino. Am 26. Januar 1923 fügte man dem Stationsnamen den Klammerzusatz an. Die Station St Mary’s (Whitechapel Road) wurde am 30. April 1938 geschlossen. Grund war die Verlegung der Station Aldgate East nach Osten; ihr östlicher Ausgang lag nur wenige hundert Meter entfernt.
Während des Zweiten Weltkriegs sollte die Station als Luftschutzbunker dienen. Durch das Errichten einer Backsteinmauer trennte man den Bahnsteig von den noch immer in Betrieb stehenden Gleisen. Noch bevor die Anpassungsarbeiten beendet waren, traf jedoch eine Fliegerbombe am 22. Oktober 1940 das Stationsgebäude an der Oberfläche und beschädigte es stark. Die Überreste mussten abgerissen werden, so dass heute nur noch wenig an diese Station erinnert. Zwar errichtete man einen neuen Zugang zum Luftschutzbunker, doch dieser wurde am 19. April 1941 ebenfalls zerstört.
Die zugemauerten Bahnsteige sind für das Personal von London Underground noch immer erreichbar, über eine unauffällige Tür in einer Seitenstraße der Whitechapel Road. Während der Fahrt kann man vom Zug aus den Standort der ehemaligen Station noch gut an den Backsteinmauern erkennen. Die Verbindungskurve zur East London Line trägt heute noch den Namen St Mary’s Curve. Sie wird seit dem 6. Oktober 1941 nicht mehr im normalen Zugverkehr verwendet, sondern lediglich für den Austausch von Rollmaterial zwischen den verschiedenen Linien. Da die East London Line seit 2010 zum Netz von London Overground gehört, entfällt mittlerweile die Notwendigkeit für den Rollmaterialtausch; der Tunnel bleibt jedoch bestehen.